# 2020년 하계 올림픽 몽골 선수단
2020년 하계 올림픽 몽골 선수단은 2021년 7월 23일부터 8월 8일까지 일본 도쿄에서 열린 2020년 하계 올림픽에 참가한 올림픽 몽골 선수단이다.
몽골은 2020년 도쿄 하계 올림픽에 출전했다. 원래 2020년 7월 24일부터 8월 9일까지 열릴 예정이었던 올림픽은 코로나19 범유행으로 인해 2021년 7월 23일부터 8월 8일로 연기되었다. 1964년 몽골 국가 데뷔 이후 몽골 선수들은 소련 보이콧을 지지한 이유로 1984년 로스앤젤레스 하계 올림픽을 제외하고 모든 하계 올림픽에 출전했다.

## 출전 선수
| 종목   | 남자 | 여자 | 전체 |
| ------ | ---- | ---- | ---- |
| 양궁   | 1    | 1    | 2    |
| 육상   | 2    | 1    | 3    |
| 농구   | 0    | 4    | 4    |
| 복싱   | 2    | 1    | 3    |
| 유도   | 7    | 5    | 12   |
| 사격   | 1    | 3    | 4    |
| 수영   | 1    | 1    | 2    |
| 탁구   | 1    | 1    | 2    |
| 역도   | 0    | 2    | 2    |
| 레슬링 | 3    | 6    | 9    |
| 전체   | 18   | 25   | 43   |

## 메달 집계
| 종목 | 1 | 2 | 3 | 합계 |
| 종목 | ' | ' | ' | '    |
| 종목 | ' | ' | ' | '    |
| 종목 | ' | ' | ' | '    |
| 합계 | ' | ' | ' | '    |

## 같이 보기
- 올림픽 몽골 선수단